# Fort Davis
Fort Davis is een plaats (census-designated place) in de Amerikaanse staat Texas, en valt bestuurlijk gezien onder Jeff Davis County.

## Demografie
Bij de volkstelling in 2000 werd het aantal inwoners vastgesteld op 1050.

## Geografie
Volgens het United States Census Bureau beslaat de plaats een oppervlakte van
14,5 km², geheel bestaande uit land. Fort Davis ligt op ongeveer 1491 m boven zeeniveau.

## Plaatsen in de nabije omgeving
De onderstaande figuur toont nabijgelegen plaatsen in een straal van 60 km rond Fort Davis.